# Synaldis megastigma
Synaldis megastigma är en stekelart som beskrevs av Fischer 1967. Synaldis megastigma ingår i släktet Synaldis och familjen bracksteklar. Inga underarter finns listade i Catalogue of Life.